# إيميل ليون بوست
إيميل ليون بوست عالم الرياضيات الأمريكي، ولد في الحادي عشر من فبراير 1879 في أوغسطوف (الروسية: Augustów) الإمبراطورية الروسية (سابقا)/بولندا (حاليا) لأسرة يهودية وتوفي في 21 أبريل 1954.
يعرف بالمشكلة المنسوبة إليه مشكلة بوست للتوافق.
نشر أيضا سنة 1921 دراسة مستوفية عن المستنسخات في الجبر بعنصرين.

## وصلات خارجية
- إيميل ليون بوست على موقع الموسوعة البريطانية (الإنجليزية)

1. 1 2 3   http://www-gap.dcs.st-and.ac.uk/~history/Biographies/Post.html. اطلع عليه بتاريخ 2015-06-28. {{استشهاد ويب}}: |url= بحاجة لعنوان (مساعدة) والوسيط |title= غير موجود أو فارغ (من ويكي بيانات) (مساعدة)
2. 1 2 3 4  تاريخ ماكتوتور لأرشيف الرياضيات، QID:Q547473
3. ↑  أحد مشاكل العودية غير المحلولة (بالإنجليزية: A variant of a recursively unsolvable problem) "نسخة مؤرشفة" (PDF). مؤرشف من الأصل في 2020-05-10. اطلع عليه بتاريخ 2020-05-26.{{استشهاد ويب}}:  صيانة الاستشهاد: BOT: original URL status unknown (link)